# Варвинський Йосип Васильович
Йо́сип Васи́льович Варви́нський (1811, Хорол — 1878) — лікар.

## Біографія
Закінчив медичний факультет Харківського університету. За спеціальністю лікар-терапевт.
Був професором патології і терапії в університеті міста Дерпт (нині Тарту), де написав дисертацію «De nervi vagi physiologia et pathologia» (Дерпт, 1838).
1847 року став професором, першим директором госпітальної терапевтичної клініки при Ново-Єкатериненській лікарні Московського університету.
У Москві проживав у провулку Старопименовський, будинок № 6. Сімейний лікар графа Сергія Дмитровича Шереметєва.
Опублікував низку статей в «Московском врачебном журнале».